# The Legend of Johnny Cash
The Legend of Johnny Cash es un álbum recopilatório del músico country Johnny Cash. Es el primer álbum que coloca canciones que grabó en American Recordings más las que grabó en Sun y en Columbia. Fue lanzado el 25 de octubre de 2005 en conjunto con 4 sello disqueros Island, American, Columbia y Legacy para el estreno de la película biográfica de Cash titulada Walk the Line. Por el éxito de la película las ventas de este álbum subieron impresionantemente vendiendo aproximadamente 2.000.000 de copias.

## Canciones
1. Cry Cry Cry – 2:24
(Cash)
2. Hey Porter – 2:13
(Cash)
3. Folsom Prison Blues – 2:49
(Cash)
4. I Walk the Line – 2:45
(Cash)
5. Get Rhythm – 2:14
(Cash)
6. Big River – 2:32
(Cash)
7. Guess Things Happen That Way -1:51
(Clement)
8. Ring of Fire - 2:37
(Cash y Kilgore)
9. Jackson – 2:46
(Leiber y Wheeler)
10. A Boy Named Sue (en vivo) – 3:46
(Silverstein)
11. Sunday Morning Comin' Down – 4:07
(Kris Kristofferson)
12. Man in Black – 2:52
(Cash)
13. One Piece at a Time – 4:02
(Kemp)
14. Highwayman – 3:03
(Webb)
15. The Wanderer (Junto a U2) – 4:45
(Bono, Adam Clayton, The Edge, Larry Mullen Jr.)
16. Delia's Gone – 2:19
(Cash, Silbersdorf y Toops)
17. Rusty Cage – 2:49
(Chris Cornell)
18. I've Been Everywhere – 3:16
(Mack)
19. Give My Love to Rose – 3:27
(Cash)
20. The Man Comes Around (Toma Alternativa) – 3:50
(Cash)
21. Hurt – 3:38
(Trent Reznor)

### Disco Alternativo
En Inglaterra se lanzó una versión alternativa de este álbum titulado Ring of Fire (The Legend of Johnny Cash), este posee una versión diferente en el listado de las canciones omitiendo una par de ellas y cambiándolas por la versión de la canción "One" de U2 y "Personal Jesus" de Depeche Mode.

Listado de canciones Alternativa

## Personal
- Johnny Cash - Vocalista y Productor

### Personal Extra
- Rick Rubin - Productor
- Steven Berkowitz - Productor
- Charlie Bragg - Productor
- Gregg Geller - Productor
- Bob Johnston - Productor
- Frank Jones - Productor
- Don Law - Productor
- Andy McKaie - Productor
- Chips Moman - Productor
- Gavin Lurssen - Remasterización
- Dana Smart - Remasterización
- Adam Abrams - Coordinación de Producción
- Meire Murakami - Diseño
- David Gahr - Fotografía
- Don Hunstein - Fotografía
- Les Leverett - Fotografía
- Jim Marshall - Fotografía
- Alan Messer - Fotografía
- Ryan Null - Coorinación de Fotografía
- Adam Starr - Mannager de Producción
- Rich Kienzle - Notas